# César Brito
Pour les articles homonymes, voir Brito.
César Brito, de son nom complet César Gonçalves de Brito Duarte, est un joueur de football portugais né le 21 octobre 1964 à Covilhã. Il évolue au poste d'attaquant.

## Biographie
César Brito joue principalement en faveur du Benfica Lisbonne, du Portimonense SC, et du club espagnol de l'UD Salamanque.
Il est finaliste de la Coupe d'Europe des clubs champions en 1990 avec le Benfica Lisbonne, et il remporte 3 titres de champion du Portugal avec cette équipe.
Au total, il dispute 174 matchs en 1re division portugaise, inscrivant 42 buts dans ce championnat. Il dispute également 13 matchs en Ligue des champions, marquant à 6 reprises.
César Brito reçoit 14 sélections en équipe du Portugal entre 1989 et 1993. Il inscrit 2 buts en sélection nationale : le premier face à la Finlande lors des éliminatoires de l'Euro 1992, le deuxième face aux Pays-Bas en amical.

## Carrière
- 1984-1985 :  SC Covilhã
- 1985-1995 :  Benfica Lisbonne
- 1987-1989 :  Portimonense SC (prêt)
- 1995-1996 :  CF Belenenses
- 1996-1998 :  UD Salamanque
- 1998-1999 :  CP Mérida
- 1999-2000 :  SC Covilhã[2],[3]

## Palmarès
- Finaliste de la Coupe d'Europe des clubs champions en 1990 avec le Benfica Lisbonne
- Champion du Portugal en 1987, 1991 et 1994 avec le Benfica Lisbonne